# Майоровка
Майо́ровка (рос. Майоровка) — присілок у складі Нижньоломовського району Пензенської області, Росія.
Населення — 58 осіб (2010; 79 у 2002).
Національний склад станом на 2002 рік:
- росіяни — 93 %